# Steven De Neef
Steven De Neef, nascido a 16 de janeiro de 1971 em Asse, é um ciclista belga que foi profissional de 1997 a 2011. Depois de sua retirada converteu-se em director desportivo fazendo estas funções atualmente no conjunto Wanty-Groupe Gobert.

## Palmarés

### Estrada
- 2008
- Grande Prêmio da Villa de Pérenchies

### Pista
- 2003
- Campeonato da Bélgica em Madison (com Wouter Van Mechelen)

- 2004
- Campeonato da Bélgica em Madison (com Andries Verspeeten)